# Sarnadas de Ródão
Sarnadas de Ródão es una freguesia portuguesa del concelho de Vila Velha de Ródão, con 59,83 km² de superficie y  habitantes (2001). Su densidad de población es de 11,6 hab/km².